# Lindbergina loewi
Lindbergina loewi är en insektsart som först beskrevs av Lethierry 1884.  Lindbergina loewi ingår i släktet Lindbergina och familjen dvärgstritar. Inga underarter finns listade i Catalogue of Life.